# Edwin Manansang
Edwin Rizal Manansang (nacido en Yakarta, el 17 de julio de 1965) es un cantante y presentador de televisión indonesio además miembro del grupo musical Trio Libels.
Además ha conducido sus programas televisión en diferentes canales o cadenas como en Siapa Berani di Indosiar, Jelang Siang di Trans7 y Kamera Ria di TVRI.

## Filmografía
- Ruma Maida (2009)